# Ďurkov
Ďurkov é um município da Eslováquia, situado no distrito de Košice-okolie, na região de Košice. Tem 9,92 km² de área e sua população em 2018 foi estimada em 1.874 habitantes.

## Demografia
| Ano:        | 1994 | 2004    | 2014    | 2024    |
| ----------- | ---- | ------- | ------- | ------- |
| Broj ljudi: | 1333 | 1551    | 1742    | 2066    |
| Razlika:    |      | +16,35% | +12,31% | +18,59% |

| Ano:               | 2023 | 2024   |
| ------------------ | ---- | ------ |
| Número de pessoas: | 2041 | 2066   |
| Diferença:         |      | +1,22% |